# Астрономов, Константин Георгиевич
Константи́н Гео́ргиевич Астроно́мов (1896, Унгасёмы, Ядринский уезд — 1937, Башкирская АССР) — герой Гражданской войны в России.

## Биография
Родился в 1896 году в Ядринском уезде Казанской губернии. Окончил военно-политические курсы Петроградского военного округа.
Проходил службу в царской армии. В июле 1918 года был зачислен в Цивильскую чувашскую добровольческую роту, затем служил в 239-м Курском стрелковом полку 27-й дивизии 5-й армии Восточного фронта.
Освобождал от белогвардейцев Омск, Новониколаевск и другие населённые пункты Сибири. В 1920 году сражался с белополяками в Белоруссии.
За бои 17—18 марта 1921 года под Кронштадтом, по представлению командиров сразу двух стрелковых полков: 238-го Брянского и 239-го Курского приказом РВС от 10 марта 1922 года награждён двумя орденами Красного Знамени.
В начале 1922 года вернулся в Унгасёмы. В 1926 году уехал в Сибирь. В 1930-х годах переехал в Башкирскую АССР, проживал недалеко от Уфы.

## Награды
Два ордена Красного Знамени РСФСР (1922, за один подвиг)

## Справка
ЧЭ Архивная копия от 15 января 2021 на Wayback Machine